# 聖布萊德斯

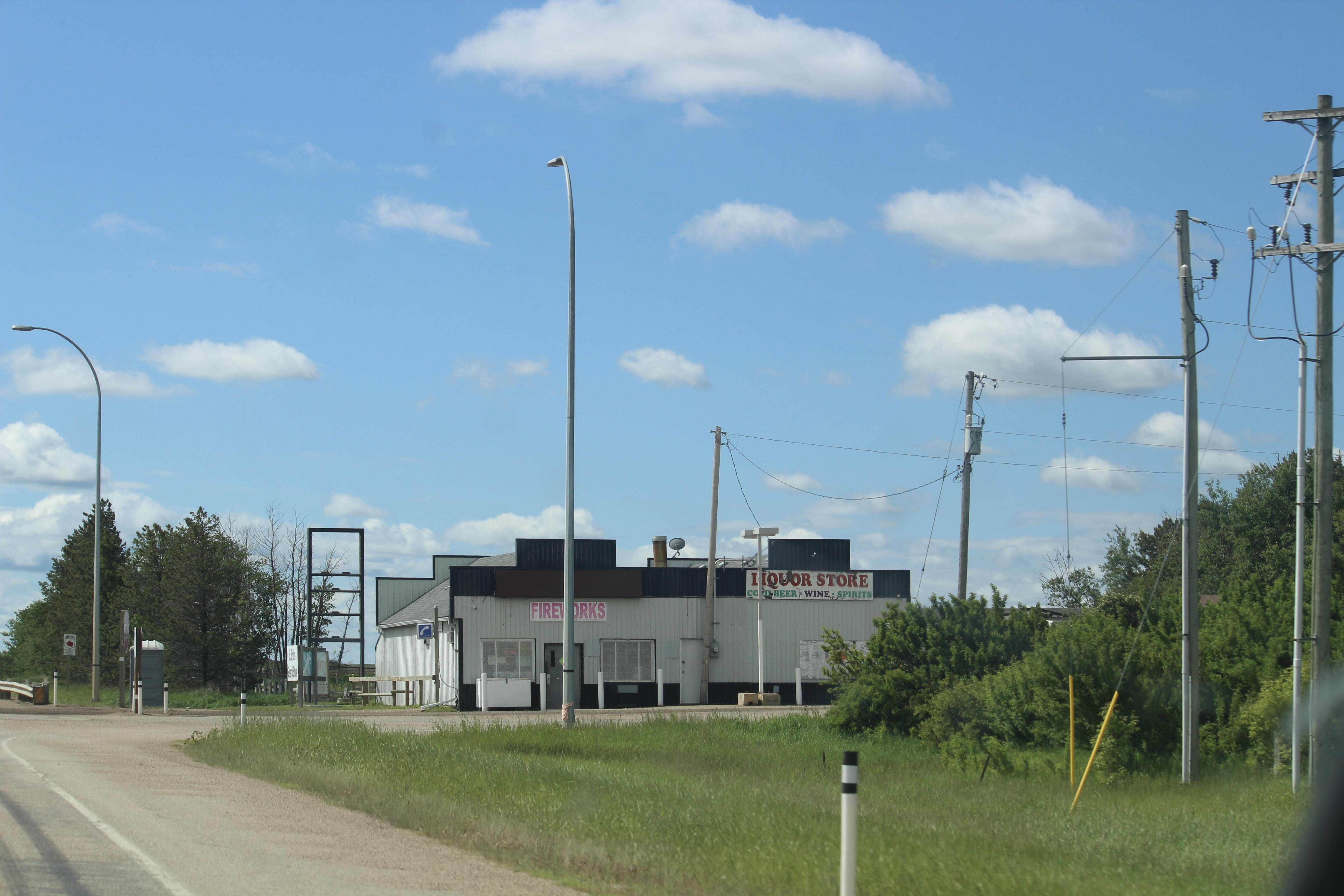
聖布萊德斯雜貨店

聖布萊德斯（英語：Saint Brides）是一個位於加拿大亞伯達省北亞伯達大區聖保羅縣的一個無建制社區。聖布萊德斯位於36號公路和29號公路之交匯處，約聖保羅鎮西側15 km（9 mi）處。此社區最早於1927年由北愛爾蘭人開墾。